# Spartimas ornatipes
Spartimas ornatipes är en tvåvingeart som beskrevs av Günther Enderlein 1921. Spartimas ornatipes ingår i släktet Spartimas och familjen vapenflugor.
Artens utbredningsområde är Taiwan. Inga underarter finns listade i Catalogue of Life.